# Bertil Werkström
Bertil Fredrik Werkström, född 9 juni 1928 i Lunds domkyrkoförsamling, död 10 juli 2010 i Farsta församling, Stockholm, var Svenska kyrkans ärkebiskop 1983–1993.

## Biografi
Bertil Werkström var son till kontraktsprosten Gunnar Werkström (1904–75) och Ingar, född Hedenskog (1908–71).
Han växte upp i Dalsland, och blev teologie kandidat vid Lunds universitet 1954 och prästvigdes för Lunds stift samma år. Han blev teologie licentiat 1959 och genomgick sedan sjukhusprästutbildning i USA 1959–60. Han blev teologie doktor 1963 på avhandlingen "Bekännelse och avlösning. En typologisk undersökning av Luthers, Thurneysens och Buchmans biktuppfattningar".
Werkström var sjukhuspräst i Sundsvall 1964–70 och därefter direktor för Svenska diakonianstalten Stora Sköndal och rektor för Sköndalsinstitutet 1970–75. Han diplomerades från S:t Lukasstiftelsen 1967 och var huvudlärare i dess utbildning till 1973, och blev på flera sätt banbrytande inom Svenska kyrkans sjukhusverksamhet och inom själavårdsverksamhet. 
Han blev kunglig hovpredikant 1974 och biskop i Härnösands stift 1975–83. Därefter var han ärkebiskop under tio år fram till 1993, då han blev emeritus.
År 1991 besökte han Rom till 600-årsminnet av Heliga Birgittas helgonförklaring, och träffade den romersk-katolske påven. Han tilldelades HM Konungens guldmedalj (Hovmedaljen) av 12:e storleken med kedja den 6 juni 1991 och Storkorset av Påvliga Pius-orden den 2 maj 1991.
Werkström var aktiv i skapandet av Borgågemenskapen, en kyrkogemenskap mellan lutherska kyrkor i Norden och Baltikum samt anglikanska kyrkor på de brittiska öarna. Den så kallade Borgåöverenskommelsen undertecknades 1992 i staden Borgå i Finland, och innebär bland annat att man välkomnar varandras präster och medlemmar som sina egna.
Han var från 1959 gift med sjuksköterskan Brita Caroli (1930–2013). Han avled 2010 efter en längre tids sjukdom.